# Ehrenrat
Ein Ehrenrat ist ein häufig in Vereinen oder Verbänden anzutreffendes Gremium. Als besonderer Beirat befasst er sich mit internen Angelegenheiten, die die Mitglieder des jeweiligen Vereins oder Verbands betreffen, und er berät den Vorstand und die Mitglieder. Tätig werden kann er beispielsweise bei Streitigkeiten untereinander oder vereinsschädigendem Verhalten als Schiedsgericht, aber auch im Zusammenhang mit Auszeichnungen im Sinne einer Ehrenordnung. Dabei handelt der Ehrenrat unabhängig von anderen Gremien. Seine genauen Befugnisse sind in der Satzung geregelt.
Im Normalfall wählt eine Mitgliederversammlung für einen Zeitraum von mehreren Jahren die Ehrenratsmitglieder. Oft sind an sie besondere Erfordernisse geknüpft, darunter eine Mindestdauer der Zugehörigkeit zum Verein bzw. Verband, ein Mindestalter, ein gewisses Maß an Erfahrung in der Vereinsarbeit, spezielle juristische Kenntnisse wie die Befähigung zum Richteramt sowie zur Wahrung der Neutralität ein Verbot der gleichzeitigen Ausübung anderer Vereinsfunktionen, beispielsweise eine Tätigkeit im Vorstand. Aktiv wird der Ehrenrat entweder von Amts wegen, wenn ihm Satzungs- bzw. Ordnungsverstöße oder vereinsschädigendes Verhalten bekannt werden, oder auf Antrag eines betroffenen Mitglieds, wenn es beispielsweise um die Anfechtung der Entscheidung eines Gremiums geht.
Bei internen Streitigkeiten, beispielsweise zwischen Mitgliedern und Gremien, arbeitet der Ehrenrat in einem Verfahren auf eine Schlichtung hin, um eine gütliche und außergerichtliche Einigung zu erzielen, bevor der ordentliche Rechtsweg beschritten wird. Stellt der Ehrenrat vereinsschädigendes Verhalten oder Satzungsverstöße fest, kann er entsprechend der Satzung in einem Verfahren als Vereinsgericht auch Disziplinarstrafen gegen Mitglieder verhängen. Beispiele hierfür sind Verweis und Ermahnung, eine Strafzahlung, der vorübergehende oder endgültige Entzug gewisser Mitgliederrechte, Veranstaltungssperren, eine Enthebung aus einem Gremium sowie der befristete oder dauerhafte Vereinsausschluss.
Grundlage für die Einrichtung eines Ehrenrats ist § 25 BGB, wonach der Verein eigenes Recht setzen kann – und somit eine Instanz, die dessen Durchsetzung regelt. Gemäß § 31 BGB haftet der Verein für Folgen der Beschlüsse seiner Organe, so auch des Ehrenrats. Staatliche Zivilgerichte können die Entscheidungen des Ehrenrats überprüfen, sofern eine entsprechende Klage eingereicht wurde. Maßgeblich bei dieser Überprüfung ist, ob das Vorgehen des Ehrenrats von der Satzung gestützt wird, ob die zugrundeliegenden Tatsachen korrekt ermittelt wurden und ob im Verfahren Gesetzesverstöße unterlaufen sind. Dem Ehrenrat vergleichbare Gremien aus anderen Bereichen sind unter anderem die Schlichtungsstelle, der Ältestenrat und das Sportgericht.